# Oregodasys kurnowensis
Oregodasys kurnowensis is een buikharige uit de familie Thaumastodermatidae. Het dier komt uit het geslacht Oregodasys. Oregodasys kurnowensis werd in 2008 voor het eerst wetenschappelijk beschreven door Hummon. 